# 내동산
내동산(來東山)은 전북특별자치도 진안군 백운면에 자리하고 있는 높이 887m의 산이다. 능선이 남북으로 작두날처럼 길게 이어
져 가파르다. 정상에 오르면 사방팔방이 트여 관망에 아주 좋다. 산아래는 섬진강 상류 물길이 있고 소나무 숲이 발달해 있으며 백마사라는 암자가 있는데 비
내린 다음날 암자 옆 폭포가 볼만하다. 전북산림환경연구소가 자리하고 있으며 산아래 동산마을이 있다.

## 같이 보기
- 한국의 산